# Bafra (district)
Bafra is een Turks district in de provincie Samsun en telt 143.084 inwoners (2007). Het district heeft een oppervlakte van 1509,2 km². Hoofdplaats is Bafra.
De bevolkingsontwikkeling van het district is weergegeven in onderstaande tabel.
| 1997    | 2000    | 2007    |
| ------- | ------- | ------- |
| 152.364 | 157.010 | 143.084 |